# Accadde di notte
Accadde di notte è un film italiano del 1956 diretto da Gian Paolo Callegari.

## Trama
Durante una delle solite ispezioni notturne, la squadra del buon costume rastrella alla periferia della città due giovani donne ed un uomo che vengono condotti alla polizia per essere interrogati. L'uomo è lo scultore Stefano Maresi, il quale va soggetto a periodiche crisi psichiche: il timore di nuocere a qualche persona della famiglia lo induce ad allontanarsi da casa durante la crisi, per farvi ritorno non appena la crisi sia passata. Lo scultore racconta la sua storia al commissario, che lo ascolta con umana comprensione ed accoglie alla fine la preghiera della moglie, permettendole di riportarsi a casa il marito, sul quale la donna s'impegna ad esercitare una più efficace sorveglianza. Una delle ragazze rastrellate è Rosetta Donati, un' ex attrice di fotoromanzi abbandonata da Roberto Ardenzi, un divo del "fumetto", ch'ella conobbe e amò, in circostanze davvero inconsuete. Un giornalista che riconosce Rosetta e ne ha stima conferma la veridicità della sua storia. Anche Rosetta viene rimessa in libertà e se ne va in compagnia del giornalista. L'altra ragazza è Nedda Pascale, giovane contadina calabrese, venuta a Roma perché, com'ella afferma, vuol parlare al re, per ottenere giustizia e riparazione per l'uccisione di suo padre, della quale è responsabile il suo innamorato Saro, complice involontario di certi banditi. Il commissario affida la ragazza al brigadiere, che si offre di condurla a casa da sua moglie, avendo appreso che le due donne si conoscono. Nedda se ne va col commissario, ripetendo monotonamente la sua richiesta di parlare al re per aver giustizia.